# جاك بيرس (سياسي)
جاك بيرس هو سياسي كندي، ولد في 24 مايو 1937 في فورت فرانسيس في كندا. حزبياً، نشط في حزب أونتاريو المحافظ التقدمي. وقد انتخب عضو برلمان مقاطعة أونتاريو.